# Doina Melinte

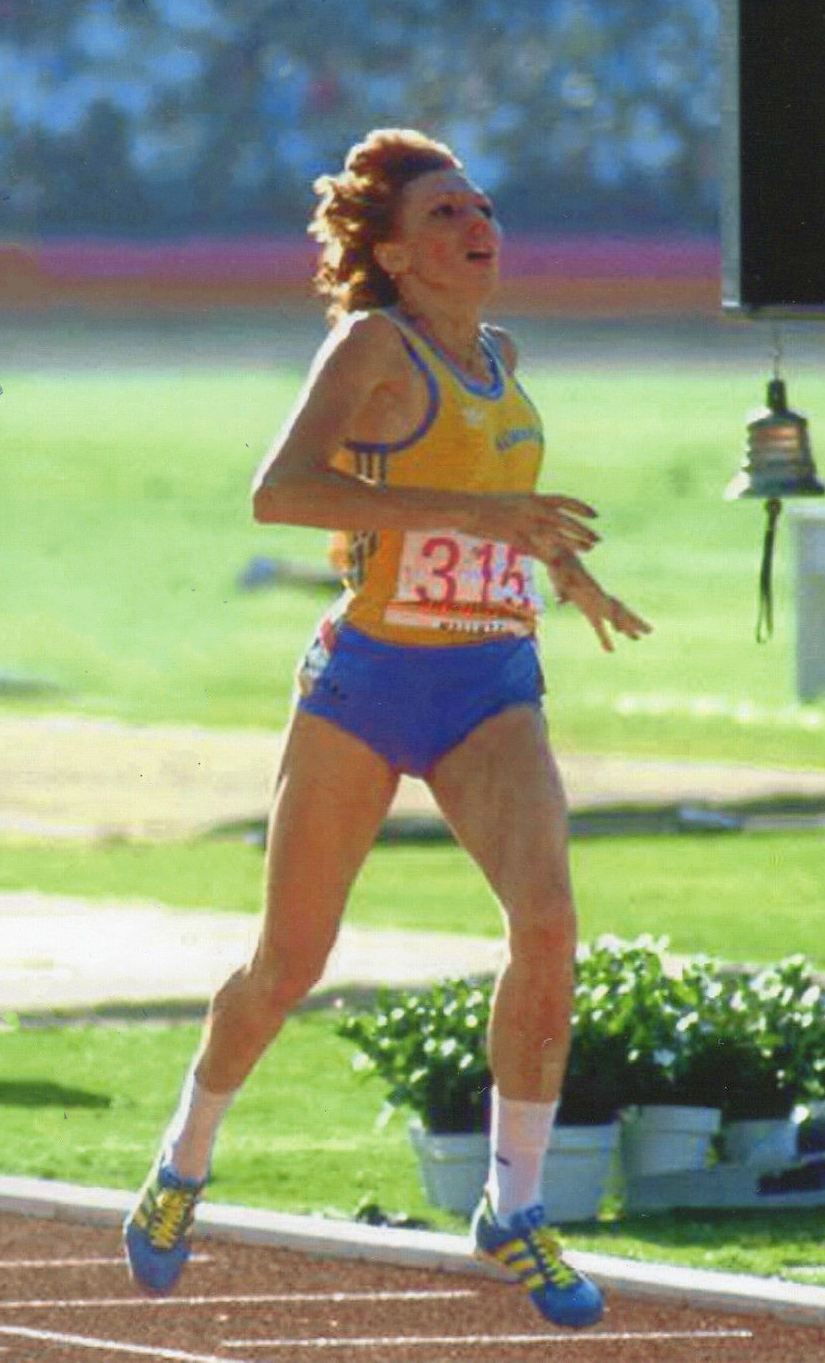
Doina Melinte en las Olimpiadas de 1984

Doina Ofelia Melinte (Hudesti, Rumanía, 27 de diciembre de 1956) es una atleta rumana especialista en pruebas de media distancia que fue campeona olímpica de 800 metros y medalla de plata en 1500 metros en los Juegos de Los Ángeles 1984.
Su primer éxito internacional llegó en 1981, al proclamarse campeona de 800 m y subcampeona de 1500 m en la Universiada de Bucarest.
En 1982 ganó el oro en los 800 m de los Campeonatos de Europa Indoor de Milán. Ese año lideró además el ranking mundial de los 800 m con 1:55,05 hechos en Bucarest, que sería además la mejor marca de su vida en esta prueba. Sin embargo decepcionó en la competición más importante del año, los Campeonatos de Europa de Atenas, donde solo fue 6.ª.
El mayor éxito de su carrera deportiva lo consiguió en los Juegos Olímpicos de Los Ángeles 1984, donde ganó la medalla de oro en los 800 m por delante de la estadounidense Kim Gallagher y de la también rumana Fita Lovin, y también la medalla de plata en los 1500 m, por detrás de la italiana Gabriella Dorio.
Conviene decir que Melinte se benefició mucho de la ausencia a causa del boicot de las soviéticas, que por esa época dominaban los rankings mundiales del mediofondo, con corredoras como Nadezhda Olizarenko, Irina Podyalovskaya o Nadezhda Ralldugina.
Tras su victoria olímpica, continuó siendo durante varios años una de las mejores mediofondistas del mundo, dedicada sobre todo a los 1500 metros, una distancia en la que fue dos veces campeona del mundo en pista cubierta (1987 y 1989) y tres veces campeona de Europa (1985, 1988 y 1990). A esto se suma otro título europeo de 800 metros en 1989.
En cuanto a sus actuaciones al aire libre, sus mayores éxitos fueron el bronce de los 1500 metros en los Campeonatos de Europa de Stuttgart 1986 y en los Campeonatos del Mundo de Roma 1987. En cambio decepcionó en los Juegos Olímpicos de Seúl 1988, donde tras ganar su semifinal de 1500 m, solo pudo acabar 9.ª en la final.
El 9 de febrero de 1990 consiguió en East Rutherford, Nueva Jersey, un nuevo récord mundial de los 1500 metros en pista cubierta con 4:00,27 y también de la milla en la misma carrera, con 4:17,14. Este último aun continua vigente.
Se retiró del atletismo en 1992.
En la actualidad, ocupa el 6.º lugar en el ranking mundial de todos los tiempos en los 800 metros con 1:55,05 que además sigue siendo el récord nacional de Rumanía.

## Resultados
| Año  | Competición                 | Lugar        | Puesto                     | Marca           |
| ---- | --------------------------- | ------------ | -------------------------- | --------------- |
| 1982 | Campeonato de Europa Indoor | Milán        | 1.ª en 800 m               | 2:00,39         |
| 1982 | Campeonato de Europa        | Atenas       | 6.ª en 800 m               | 1:59,65         |
| 1983 | Campeonato de Europa Indoor | Budapest     | 4.ª en 800 m               | 2:02,70         |
| 1983 | Campeonato del Mundo        | Helsinki     | 6.ª en 800 m 6.ª en 1500 m | 2:00,13 4:04,42 |
| 1984 | Campeonato de Europa Indoor | Gotemburgo   | 2.ª en 800 m               | 1:59,81         |
| 1984 | Juegos Olímpicos            | Los Ángeles  | 1.ª en 800 m 2.ª en 1500 m | 1:57,60 4:03,76 |
| 1985 | Campeonato de Europa Indoor | Pireo        | 1.ª en 1500 m              | 4:02,54         |
| 1985 | Copa del Mundo              | Canberra     | 3.ª en 1500 m              | 4:19,66         |
| 1986 | Campeonato de Europa        | Stuttgart    | 3.ª en 1500 m              | 4:02,44         |
| 1987 | Campeonato del Mundo Indoor | Indianápolis | 1.ª en 1500 m              | 4:05,68         |
| 1987 | Campeonato del Mundo        | Roma         | 3.ª en 1500 m              | 3:59,27         |
| 1988 | Campeonato de Europa Indoor | Budapest     | 1.ª en 1500 m              | 4:05,77         |
| 1988 | Juegos Olímpicos            | Seúl         | 9.ª en 1500 m              | 4:02,89         |
| 1989 | Campeonato de Europa Indoor | La Haya      | 1.ª en 800 m               | 1:59,89         |
| 1989 | Campeonato del Mundo Indoor | Budapest     | 1.ª en 1500 m              | 4:04,79         |
| 1989 | Copa del Mundo              | Barcelona    | 3.ª en 800 m               | 1:56,55         |
| 1990 | Campeonato de Europa Indoor | Glasgow      | 1.ª en 1500 m              | 4:09,73         |
| 1990 | Campeonato de Europa        | Split        | 6.ª en 1500 m              | 4:10,91         |
| 1991 | Campeonato del Mundo Indoor | Sevilla      | 4.ª en 1500 m              | 4:06,65         |
| 1991 | Campeonato del Mundo        | Tokio        | 4.ª en 1500 m              | 4:03,19         |
| 1992 | Campeonato de Europa Indoor | Génova       | 3.ª en 1500 m              | 4:06,90         |
| 1992 | Juegos Olímpicos            | Barcelona    | 7.ª sf en 1500 m           | 4:04,42         |

## Marcas personales
- 800 metros - 1:55,05 (Bucarest, 1 Ago 1982)
- 1.500 metros - 3:56,7 (Bucarest, 12 Jul 1986)
- 3.000 metros - 8:37,11 (Bucarest, 15 Jun 1986)

- Datos: Q237005
- Multimedia: Doina Melinte / Q237005